# Ponikwa (województwo zachodniopomorskie)
Ponikwa – osada w Polsce położona w województwie zachodniopomorskim, w powiecie szczecineckim, w gminie Biały Bór.
W latach 1975–1998 osada należała do województwa koszalińskiego.